# Supervixens – Eruption
Supervixens – Eruption ist ein Sexploitationfilm des Regisseurs Russ Meyer aus dem Jahr 1975. Meyer bezeichnete den Film während des Schnitts 1974 als “the sum total of all my films” (deutsch: „die Summe all meiner Filme“) und im Anschluss an die Veröffentlichung als den drittbesten Sexfilm nach Der letzte Tango in Paris und Blumen ohne Duft.

## Handlung
Der Gehilfe einer Tankstelle namens „Martin Bormann’s Super Service“, Clint Ramsey, sieht sich ständigen Verführungsversuchen von Kundinnen ausgesetzt. Seine hypersexuelle Freundin SuperAngel wird rasend eifersüchtig, als ihr Telefonat mit Clint von der Kundin SuperLorna unterbrochen wird. Als er SuperAngel zuhause zur Rede stellen will, kommt es zunächst zum Sex, dann zu einer handgreiflichen Auseinandersetzung. Der von einem Nachbarn gerufene Polizist Harry Sledge lässt SuperAngel ins Krankenhaus bringen und bedroht Clint.
Im Krankenhaus behauptet SuperAngel gegenüber Harry, von Clint verprügelt worden zu sein, und bietet ihm eine Gegenleistung für seinen Schutz. Zurück im Haus, verweigert sie Clint den Zutritt und widmet sich dem bereits anwesenden Harry. Dieser gibt sich der Verführung bereitwillig hin, stellt sich aber als impotent heraus. SuperAngel verhöhnt ihn, woraufhin er sie aus Frust umbringt.
In einer Kneipe trifft Clint auf die Bardame SuperHaji, die sich nach einem gescheiterten Verführungsversuch zurückgesetzt fühlt, da er SuperAngels Brüste als größer bezeichnete als ihre. Als Clints Chef Bormann hinzukommt und ihn des Mordes an SuperAngel verdächtigt, verweigert ihm SuperHaji aus Rache das Alibi, was Clint zur Flucht zwingt.
Als Tramper schlägt er sich Richtung Westen durch und wird von dem Pärchen Cal MacKinney und SuperCherry mitgenommen. Auch SuperCherry versucht, ihn zu verführen, doch auch ihr widersetzt er sich. Er wird von ihrem Mann verprügelt, ausgeraubt und von beiden auf einem Parkplatz zurückgelassen. Ein alter Farmer liest den verletzten Clint auf und nimmt ihn mit auf seinen Bauernhof. Um sich zu bedanken, beschließt er, dem Farmer für eine Woche zu helfen.
Der Farmer ist mit der deutlich jüngeren SuperSoul verheiratet, die er über einen Katalog kennengelernt hat. In der ersten Nacht stürmt die – zum Teil deutsch sprechende – Österreicherin in Clints Zimmer, um mit ihm Sex zu haben. Clint wirf sie kurzerhand hinaus. An seinem letzten Tag auf der Farm wird er erneut von ihr auf dem Heuboden der Scheune überfallen, da der Farmer sie nicht befriedigen könne. Clint kann sich der anscheinend körperlich überlegenen Frau nicht widersetzen und wird von dem Farmer, der die beiden überrascht, von der Farm vertrieben.
Auf der Flucht quartiert sich Clint in einem Motel ein. Der Motelmanager Luther droht Clint mit einer Waffe, sollte dieser seiner tauben Tochter SuperEula nur ein Haar krümmen. Kaum hat der Hotelmanager das Gelände verlassen, bittet SuperEula Clint um Hilfe bei ihrem Geländewagen. Bei einer Spritztour durch die Wüste lässt auch sie alle Hüllen fallen, woraufhin die beiden sofort von SuperEulas Vater und dem Sheriff verfolgt werden. Die Wege von Clint und SuperEula trennen sich, als er von einem anderen Autofahrer mitgenommen wird und SuperEula mitten in der Wüste einen Gewichtheber trifft, mit dem sie Sex hat und plötzlich sprechen kann.
Seine letzte Anlaufstelle findet Clint an einem Diner mit angeschlossener Tankstelle, die von SuperVixen – einer Reinkarnation von SuperAngel – betrieben wird. Da sie, im Gegensatz zu allen anderen Frauen, nicht sofort Sex haben will, verlieben sich beide ineinander. Die langsame Annäherung wird nur durch surreale Einstellungen der nackten, am Kopf blutenden SuperAngel unterschnitten.
Überraschend taucht Harry Sledge an der Tankstelle, an der Clint jetzt arbeitet, auf, wird von diesem aber nicht erkannt. Harrys Einladung zum Angelausflug nimmt Clint daraufhin an. Als er am nächsten Morgen an Harrys Motelzimmer anklopft, wird er von ihm auf den nächsten Tag vertröstet, worauf Clint eine Besorgungsfahrt in die nächste Stadt unternimmt. Unter einem Vorwand gelingt es Harry im Anschluss, die nun schutzlose SuperVixen in seinen Wagen zu locken und zu entführen. Er bringt sie zu einem Berg, an dem er mit der mit weit gespreizten Armen und Beinen an den Boden festgenagelten SuperVixen als Lockvogel einen Hinterhalt für Clint eingerichtet hat, der kommt, um sie aus ihrer misslichen Lage zu befreien. Als Clint dort ankommt und den Berg zu erklimmen versucht, wird er von Harry mit Dynamitstangen beworfen. Aber Harry kann trotz Dynamit, Pistolenschüssen und Messerstichen nichts gegen das Liebespaar ausrichten. Die letzte Dynamitstange, die als vermeintlicher Blindgänger nicht, wie von dem Schurken geplant, zwischen Clints und SuperVixens Beinen explodieren will, zündet später überraschend doch noch, gerade als Harry sie neben sich zum noch verbleibenden Dynamit legt, was sein verdientes Ende bedeutet.

## Kritik
„Ein eigenwilliger Streifzug durch die Niederungen des Sexkinos und Primitivkrimis, inszeniert von Russ Meyer, dessen krude erotischen Fantasien hier erstmals die Ausmaße eines Hollywoodfilms erreichen. Als Fortsetzung und Steigerung von ‚Ohne Gnade – Schätzchen‘ gedacht, häuft der Film auf drastische und zugleich parodistische Weise sämtliche Klischees des spekulativen Unterhaltungskinos an.“

„Die Story über einen jungen Mann auf der Flucht vor der Polizei nach Westen diente Meyer in erster Linie dazu, die sexuellen Sehnsüchte seiner Zuschauer zu verspotten, indem er sie ihnen – gewaltig übertrieben und bösartig zugespitzt – auf der Leinwand präsentierte: Sex und Sadismus in Reinkultur, auf bissige Weise vorgeführt.“

„Brutal, verstörend und voller Ironie.“

## Hintergrund

### Dreharbeiten
Die Dreharbeiten fanden in Arizona und Kalifornien, in Quartzsite und Palo Verde statt. Meyer besetzte den Film neben seinen Stammschauspielern Charles Napier, Uschi Digard und Haji auch mit Schauspieldebütanten: Charles Pitts spielte seine erste Hauptrolle, Shari Eubank und Christy Hartburg hatten ihre ersten Filmauftritte. Jedoch konnten diese den Erfolg des Films nicht nutzen und sich in der Filmbranche durchsetzen. Pitts spielte bis Mitte der 1980er Jahre kleine Nebenrollen in Filmen. Eubank konnte nach Supervixens nur noch einen Auftritt in Chesty Anderson, USN verzeichnen, für Hartburg blieb SuperLorna die einzige Filmrolle.

### Veröffentlichung
Produziert wurde der Film von Russ Meyers Firma „RM Films International“, die den Film auch als Verleih in die US-amerikanischen Kinos brachte. Erstmals aufgeführt wurde der Film am 2. April 1975 in Dallas, in Deutschland wurde er am 20. April 1979 veröffentlicht.
Der französisch-deutsche Kultursender Arte strahlte den Film am Abend des 6. April 2006 in einer Trashfilm-Reihe aus und erreichte mit 170.000 Zuschauern einen Marktanteil von 4,2 Prozent. Der durchschnittliche Marktanteil des Senders lag mit im Vormonat März bei 0,7 Prozent.

### Nationalsozialismus
Auch in diesem Meyer-Film finden sich zahlreiche Bezüge auf die Nazis und den Zweiten Weltkrieg, in dem er als Kriegsberichterstatter arbeitete. Neben der Marschmusik des Soundtracks ist vor allem der Tankwart, für den Clint Ramsey zu Beginn des Films arbeitet, hervorzuheben. Dessen Tankstelle heißt „Martin Bormann’s Super Service“ und bezieht sich auf den Leiter der Parteikanzlei der NSDAP im Rang eines Reichsministers und engen Vertrauten Adolf Hitlers. Bormanns Auftritte in seinem Reparaturwagen werden von dem Marsch „Heil Hitler Dir“ des Komponisten Bruno Schestak (1903–um 1950) begleitet. Der Film beginnt mit der dritten und letzten Strophe des Marschs.
Der Mythos um den historischen Martin Bormann, der bei den Nürnberger Prozessen „in Abwesenheit“ zum Tode verurteilt wurde, beruhte auf der Vermutung, Bormann könne die Flucht gelungen sein und sich in Südamerika aufhalten, wo er angeblich gesehen wurde. Diese Theorie karikierte Meyer mit seiner Filmfigur Bormann, nachdem die Leiche des 1945 durch Suizid verstorbenen Bormann zwei Jahre vor den Dreharbeiten zufällig in Berlin gefunden wurde.

### Trivia
Die US-amerikanische Band Garbage benannte den ersten Titel auf ihrem Debütalbum nach dem Frauenbild Meyers, das sich exemplarisch auf den Titel des Films bezieht: “It’s actually about this supervixen, this Russ Meyer-type woman.” (Shirley Manson, deutsch: „Es [das Lied] handelt von dieser Supervixen, diesem Russ-Meyer-Frauentypus.“)